# Сыпучи
Сыпучи — посёлок в Красновишерском районе Пермского края. Входит в состав Вайского сельского поселения.

## Географическое положение
Расположен на левом берегу реки Вишера, примерно в 72 км к юго-западу от центра поселения, посёлка Вая, и в 73 км к северо-востоку от центра района, города Красновишерск.

## Население
| 2010 |
| ---- |
| 64   |

## Улицы[2]
- Октябрьская ул.
- Подгорная ул.
- Советская ул.

## Топографические карты
- Лист карты P-40-127,128 Красновишерск. Масштаб: 1 : 100 000. Состояние местности на 1982 год. Издание 1988 г.